# Rio Mzimvubu
Rio Mzimvubu é um rio da África do Sul.